# Heptapterus carnatus
Heptapterus carnatus es una especie de pez siluriforme de agua dulce de la familia de los heptaptéridos y del género Heptapterus, cuyos integrantes son denominados comúnmente bagres anguilas. Habita en aguas templado-cálidas del nordeste del Cono Sur de Sudamérica.

## Taxonomía
Descripción original
Esta especie fue descrita originalmente en el año 2019 por los ictiólogos Dario Ruben Faustino‐Fuster, Flávio Alicino Bockmann y Luiz Roberto Malabarba.
El conocimiento de la existencia de este pez ya había sido adelantado en la tesis de Dario Faustino Fuster para optar por el Grado de Maestría en biología, denominándola allí: Heptapterus “nva. sp. A”.
Localidad tipo
La localidad tipo referida es: “arroyo Passo do Portão (en las coordenadas: 28°11′4″S 51°00′02″O / -28.18444, -51.00056), afluente del río Pelotas, cuenca superior del río Uruguay estado del Río Grande del Sur, Brasil”.
Holotipo
El ejemplar holotipo designado es el catalogado como: UFRGS 22840; se trata de un espécimen adulto el cual midió  106,9 mm de longitud estándar. Fue capturado por T. Guimarães, C. Hartmann, B. Menezes, M. Ângelo y F. Luiz Henrique el 11 de noviembre de 2014. Se encuentra depositado en la colección de ictiología de la Universidad Federal de Río Grande del Sur (UFRGS), ubicada en la ciudad gaúcha de Porto Alegre.
Etimología
Etimológicamente, el término genérico Heptapterus se construye con palabras del idioma griego, en donde: epta significa 'siete' y pteron es 'aleta'. El epíteto específico carnatus viene de una palabra en latín, en donde significa ‘corpulento’, ‘grueso’, haciendo referencia a una característica de la forma de su cuerpo.

## Caracterización
Esta especie está estrechamente relacionada con Heptapterus mustelinus, el cual posee un mayor número de vértebras. Heptapterus carnatus pertenece al “grupo de especies Heptapterus mustelinus”.
Morfológicamente, Heptapterus carnatus se distingue de sus congéneres por la disposición de los sistemas cefálicos y laterosensoriales del tronco, por el número de vértebras y por el número de radios en las aletas dorsal, anal y pectorales. La confirmación del carácter distintivo de esta  especie fue confirmada por el resultado de análisis filogenéticos de los datos de secuencia del ADN mitocondrial (coI y cytb).
Heptapterus carnatus se distingue de H. mbya y H. qenqo por tener 18 a 21 radios en la aleta anal (contra 15 a 17); de H. exilis por tener de 20 a 43 poros en la línea lateral (contra 8 a 19); de H. mustelinus por el tamaño de la cabeza 71,9 a 81,1 % HL (contra 60,8 a 71,3 % HL) y por tener 52 a 53 vértebras (contra 54 a 60).

## Distribución geográfica y hábitat
Heptapterus carnatus es una especie exclusiva de la cuenca del río Pelotas, en los estados de Río Grande del Sur y Santa Catarina, en el sector sur de Brasil. Este río es un afluente del tramo superior del río Uruguay, el cual es parte de la cuenca del Plata, cuyas aguas se vuelcan en el océano Atlántico Sudoccidental por intermedio del Río de la Plata.
Ecorregionalmente este pez constituye un endemismo de la ecorregión de agua dulce Uruguay superior.